# 1951 في البرازيل
فيما يلي قوائم الأحداث التي وقعت خلال عام 1951 في البرازيل.

## سياسة

### تعيين في المنصب
- 31 يناير – جيتوليو فارجاس رئيس البرازيل.
- 1 فبراير – نيريو راموس رئيس المجلس النيابي البرازيلي [الإنجليزية]‏.

### انتهاء فترة المنصب
- 31 يناير – نيريو راموس نائب رئيس البرازيل [الإنجليزية]‏.
- 31 يناير – يوريكو غاسبار دوترا رئيس البرازيل.

## مواليد

### يناير
- 2 يناير – والدير بيريز

### فبراير
- 6 فبراير – ماركو أنطونيو لاعب كرة قدم برازيلي.

### مارس
- 16 مارس – جاك واجنر سياسي برازيلي.

### أبريل
- 13 أبريل – جوليو سيزار ليال لاعب كرة قدم برازيلي.

### نوفمبر
- 27 نوفمبر – فيرا فيشر ممثلة برازيلية.

## وفيات

### نوفمبر
- 13 نوفمبر – والتر دي سوزا غولارت (مواليد 1912) لاعب كرة قدم برازيلي.